# Jacob Roulstone
Jacob John Roulstone (* 4. Februar 2005 in Wollongong) ist ein australischer Motorradrennfahrer. Er ist 181 cm groß.

## Karriere
Roulstone debütierte 2020 im European Talent Cup für Leopard Racing und wurde Gesamt-17.; seine beste Platzierung war ein siebter Platz. 2021 gewann er den Saisonauftakt und fuhr zwei weitere Male aufs Podest. Er wurde Gesamtneunter und fuhr zudem als einziger Nicht-Spanier einen Podestplatz ein.
2022 stieg der Australier für zwei Jahre in die JuniorGP-Kategorie auf und wechselte zum Aspar Team. 2022 und 2023 fuhr er zudem im Red Bull MotoGP Rookies Cup. In der JuniorGP-Serie waren in seinem ersten Jahr Filippo Farioli und David Alonso seine Teamkollegen, im Jahr darauf Joel Esteban und Nicola Carraro. Roulstone blieb in beiden Saisons der einzige sieglose Fahrer im Team. Insbesondere in seinem ersten Jahr hatte er in beiden Serien Schwierigkeiten sich an die größeren Motorräder anzupassen. Seine Rookies-Cup-Kampagne begann mit einem starken siebten Platz und damit neun Punkten in Portimão, die in der Endwertung mehr als die Hälfte seiner gesamten Punkte in dieser Saison ausmachten. Seine JuniorGP-Saison begann ebenfalls schwach. Im Saisonverlauf steigerte sich Roulstone langsam und erreichte in den letzten drei Rennen Punkteplatzierungen. 2023 lief bedeutend besser für Roulstone. Ihm gelangen in beiden Serien Podestplätze und er schloss den Rookies Cup als Fünfter sowie die JuniorGP als Siebter ab.
In der Saison 2024 fährt Jacob Roulstone in der Moto3-Klasse der Motorrad-Weltmeisterschaft für Red Bull GasGas Tech3 der Seite des Spaniers Daniel Holgado. Bei seinem Debüt, dem Großen Preis von Katar, fuhr er als Zehnter auf Anhieb Punkte ein und war der beste Neueinsteiger des Rennens. Schlussendlich wurde der Australier WM-15.

## Statistik

### In der Motorrad-Weltmeisterschaft
(Stand: Großer Preis von Österreich, 17. August 2025)
| Saison | Klasse | Team                  | Motorrad | Rennen | Siege | Zweiter | Dritter | Poles | Schn. Runden | Punkte | Ergebnis |
| ------ | ------ | --------------------- | -------- | ------ | ----- | ------- | ------- | ----- | ------------ | ------ | -------- |
| 2024   | Moto3  | Red Bull GasGas Tech3 | GasGas   | 20     | –     | –       | –       | –     | –            | 66     | 15.      |
| 2025   | Moto3  | Red Bull KTM Tech3    | KTM      | 11     | –     | –       | –       | –     | –            | 36     | 18.      |
| Gesamt | Gesamt | Gesamt                | Gesamt   | 31     | 0     | 0       | 0       | 0     | 0            | 102    |          |

Einzelergebnisse
| Saison | 1        | 2           | 3         | 4       | 5          | 6          | 7                      | 8           | 9           | 10                     | 11          | 12         | 13         | 14             | 15         | 16         | 17         | 18         | 19         | 20       | 21       | 22       |
| ------ | -------- | ----------- | --------- | ------- | ---------- | ---------- | ---------------------- | ----------- | ----------- | ---------------------- | ----------- | ---------- | ---------- | -------------- | ---------- | ---------- | ---------- | ---------- | ---------- | -------- | -------- | -------- |
| 2024   | Katar    | Portugal    | USA-Texas | Spanien | Frankreich | Katalonien | Italien                | Niederlande | Deutschland | Vereinigtes Konigreich | Osterreich  | Aragonien  | San Marino | Emilia-Romagna | Indonesien | Japan      | Australien | Thailand   | Malaysia   | \|\|     |          |          |
| 2024   | 10       | 11          | 8         | 12      | 12         | 8          | 9                      | 14          | DNF         | 17                     | 14          | 21         | 12         | 21             | 16         | 17         | 13         | 15         | 12         | 8        |          |          |
| 2025   | Thailand | Argentinien | USA-Texas | Katar   | Spanien    | Frankreich | Vereinigtes Konigreich | Aragonien   | Italien     | Niederlande            | Deutschland | Tschechien | Osterreich | Ungarn         | Katalonien | San Marino | Japan      | Indonesien | Australien | Malaysia | Portugal | Valencia |
| 2025   | INJ      | INJ         | 14        | 14      | 9          | 13         | 13                     | DNF         | 13          | 12                     | 8           | 14         | 14         |                |            |            |            |            |            |          |          |          |

| Legende  | Legende            | Legende                                                          |
| Farbe    | Abkürzung          | Bedeutung                                                        |
| -------- | ------------------ | ---------------------------------------------------------------- |
| Gold     | –                  | Sieg                                                             |
| Silber   | –                  | 2. Platz                                                         |
| Bronze   | –                  | 3. Platz                                                         |
| Grün     | –                  | Platzierung in den Punkten                                       |
| Blau     | –                  | Klassifiziert außerhalb der Punkteränge                          |
| Violett  | DNF                | Rennen nicht beendet (did not finish)                            |
| Violett  | NC                 | nicht klassifiziert (not classified)                             |
| Rot      | DNQ                | nicht qualifiziert (did not qualify)                             |
| Rot      | DNPQ               | in Vorqualifikation gescheitert (did not pre-qualify)            |
| Schwarz  | DSQ                | disqualifiziert (disqualified)                                   |
| Weiß     | DNS                | nicht am Start (did not start)                                   |
| Weiß     | WD                 | zurückgezogen (withdrawn)                                        |
| Hellblau | PO                 | nur am Training teilgenommen (practiced only)                    |
| Hellblau | TD                 | Freitags-Testfahrer (test driver)                                |
| ohne     | DNP                | nicht am Training teilgenommen (did not practice)                |
| ohne     | INJ                | verletzt oder krank (injured)                                    |
| ohne     | EX                 | ausgeschlossen (excluded)                                        |
| ohne     | DNA                | nicht erschienen (did not arrive)                                |
| ohne     | C                  | Rennen abgesagt (cancelled)                                      |
| ohne     | keine WM-Teilnahme |                                                                  |
| sonstige | P/fett             | Pole-Position                                                    |
| sonstige | 1/2/3/4/5/6/7/8    | Punktplatzierung im Sprint-/Qualifikationsrennen                 |
| sonstige | SR/kursiv          | Schnellste Rennrunde                                             |
| sonstige | *                  | nicht im Ziel, aufgrund der zurückgelegten Distanz aber gewertet |
| sonstige | ()                 | Streichresultate                                                 |
| sonstige | unterstrichen      | Führender in der Gesamtwertung                                   |